# Napa County
Napa County is een van de 58 county's in de Amerikaanse deelstaat Californië. Het ligt ten noorden van de San Pablo Bay in de San Francisco Bay Area. Volgens de volkstelling van 2010 leefden er 136.484 mensen in Napa County. Het was een van de oorspronkelijke county's van Californië in 1850. Hoewel er ooit veel verschillende gewassen werden verbouwd, staat Napa nu vooral bekend als voornaam wijnbouwgebied.

## Geschiedenis
In de prehistorie werd de vallei bewoond door Patwin-indianen en waarschijnlijk ook door Wappo-stammen in de heuvels in het noordwesten. In die periode leefden er maximum vijfduizend mensen in de vallei. In de jaren 1830 leefden er zes stammen in de vallei, die verschillende dialecten spraken en elkaar meermaals bekampten. In 1838 stierf een groot deel van de inheemse populatie door een pokkenepidemie. In de late 18e en vroege 19e eeuw kwam de Napa-vallei onder de invloedssferen van zowel de Russen (die een vesting hadden in Sonoma County, Fort Ross) en de Spanjaarden (die een keten van missies en forten uitbouwden langs de Californische kust). Zo is bekend dat de Russen hun vee in de vallei lieten grazen en dat zij een tocht naar de top van Mount Saint Helena hebben ondernomen. De eerste Europeanen die de Napa-vallei verkenden, echter, waren Francis Castro en Jose Altimura in 1823. Tussen 1836 en 1846, toen Alta California een provincie van het onafhankelijke Mexico was, werden er dertien grote stukken land (ranchos) uitgedeeld in Napa County.

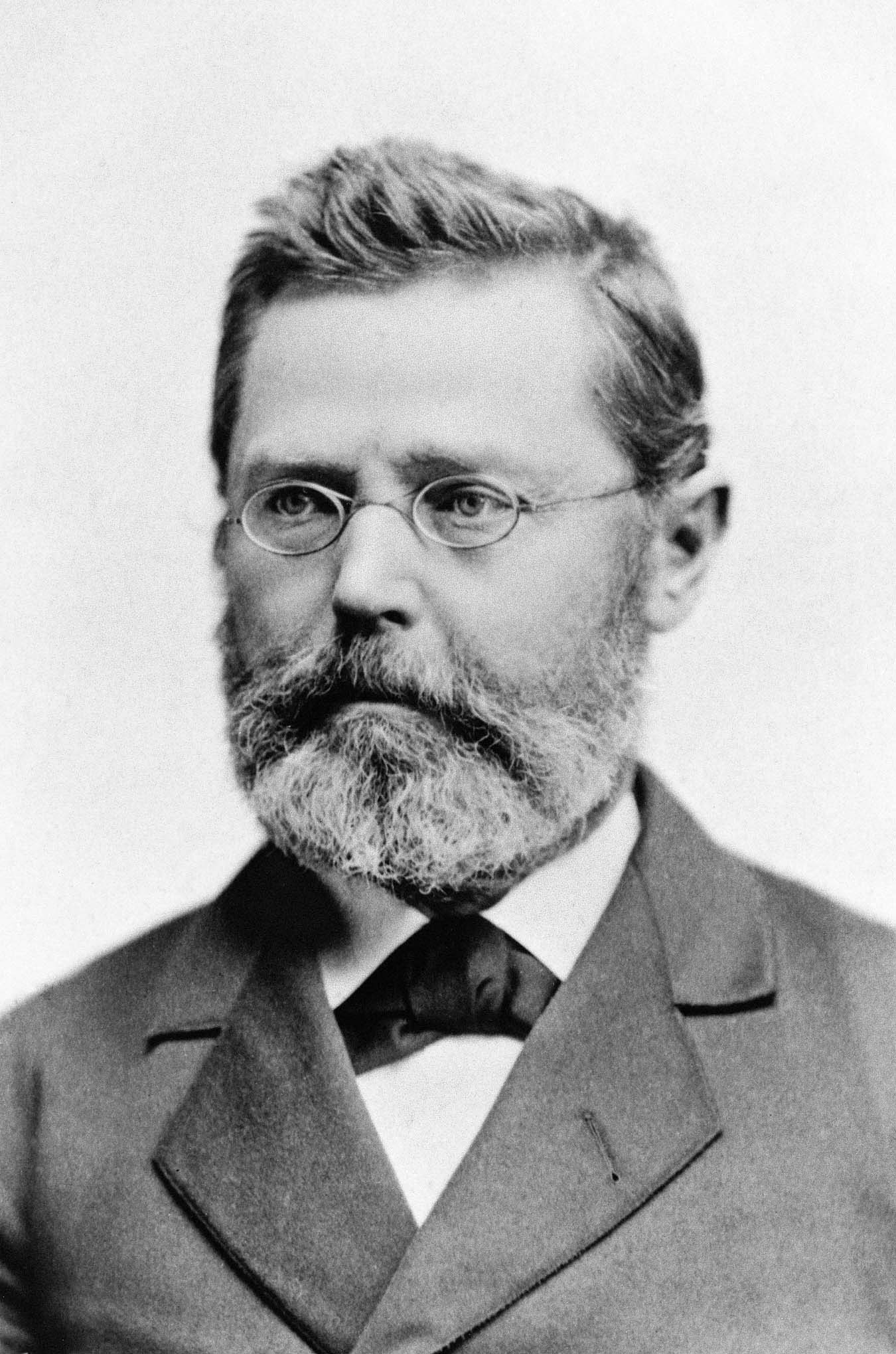
Charles Krug

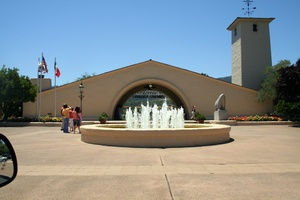
Het wijnhuis van Robert Mondavi

Een vroege kolonist en mogelijk de eerste Angelsaksische inwoner van de streek was George C. Yount. In 1836 bekwam hij een van de Mexicaanse rancho's, waar hij een houten huis, zaagmolen en graanmolen bouwde. Hij was de eerste persoon die een wijngaard plantte in Napa County. Toen Yount in 1865 stierf werd het stadje Yountville naar hem vernoemd. Andere vroege kolonisten waren Edward Turner Bale (die Bale Grist Mill bouwde), Joseph Chiles, Nathan Coombs (de stichter van Napa). John Patchett was degene die in 1859 de eerste commerciële wijngaard opstartte. Charles Krug, die eerst voor Patchett werkte, begon zijn eigen wijnhuis in 1861 in St. Helena.
Elf jaar eerder, in 1850, was Napa County ontstaan als een van de oorspronkelijke county's in de nieuwe Amerikaanse staat Californië. De bevolking groeide aan naarmate er meer goudzoekers, pioniers en ondernemers een plaats om te wonen kwamen zoeken. De kolonisten verdienden hun kost toen vooral door veeteelt, landbouw en mijnbouw (met name zilver en kwik). Op het einde van de jaren 1910 hadden landbouwers meer dan 500.000 fruit- en notenbomen aangeplant in de Napa-vallei en vooral pruimen en peren. Die economische activiteit ving de klappen enigszins op die Napa kort daarna zou krijgen door de druifluis en de instelling van de drooglegging, die de nog jonge wijnbouw in Napa in de kiem smoorde.
Na de Tweede Wereldoorlog trok Napa County verschillende ondernemingen aan die gerelateerd waren aan de wijnbouw en het toerisme. De landbouw bleef nog lange tijd erg divers, tot wijndruiven in de late 20e eeuw het dominante gewas werden. Een pionier in de moderne wijnbouw in Californië was Robert Mondavi, die in 1965 uit het wijnhuis van Charles Krugs familie stapte om zijn eigen zaak te beginnen. Het was de eerste keer na de drooglegging dat er een groot wijnhuis werd opgericht in de vallei. Na Mondavi volgden er tientallen anderen en met het aantal wijngaarden nam ook de reputatie van de Napa-vallei toe. Napa Valley AVA wordt tegenwoordig gezien als een van Amerika's meest vooraanstaande wijngebieden.

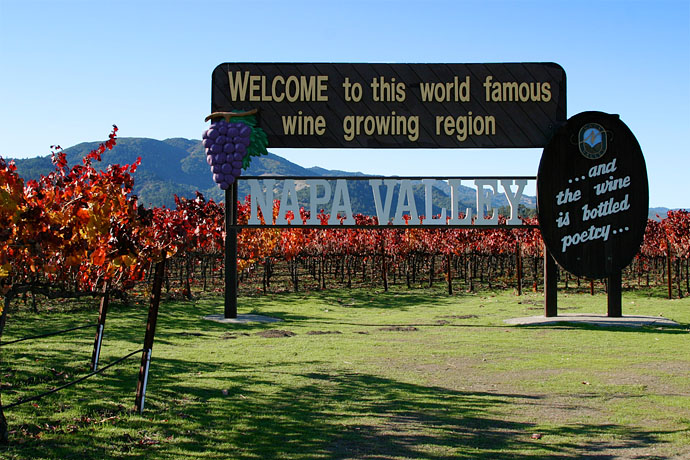
Welkomsbord van Napa Valley

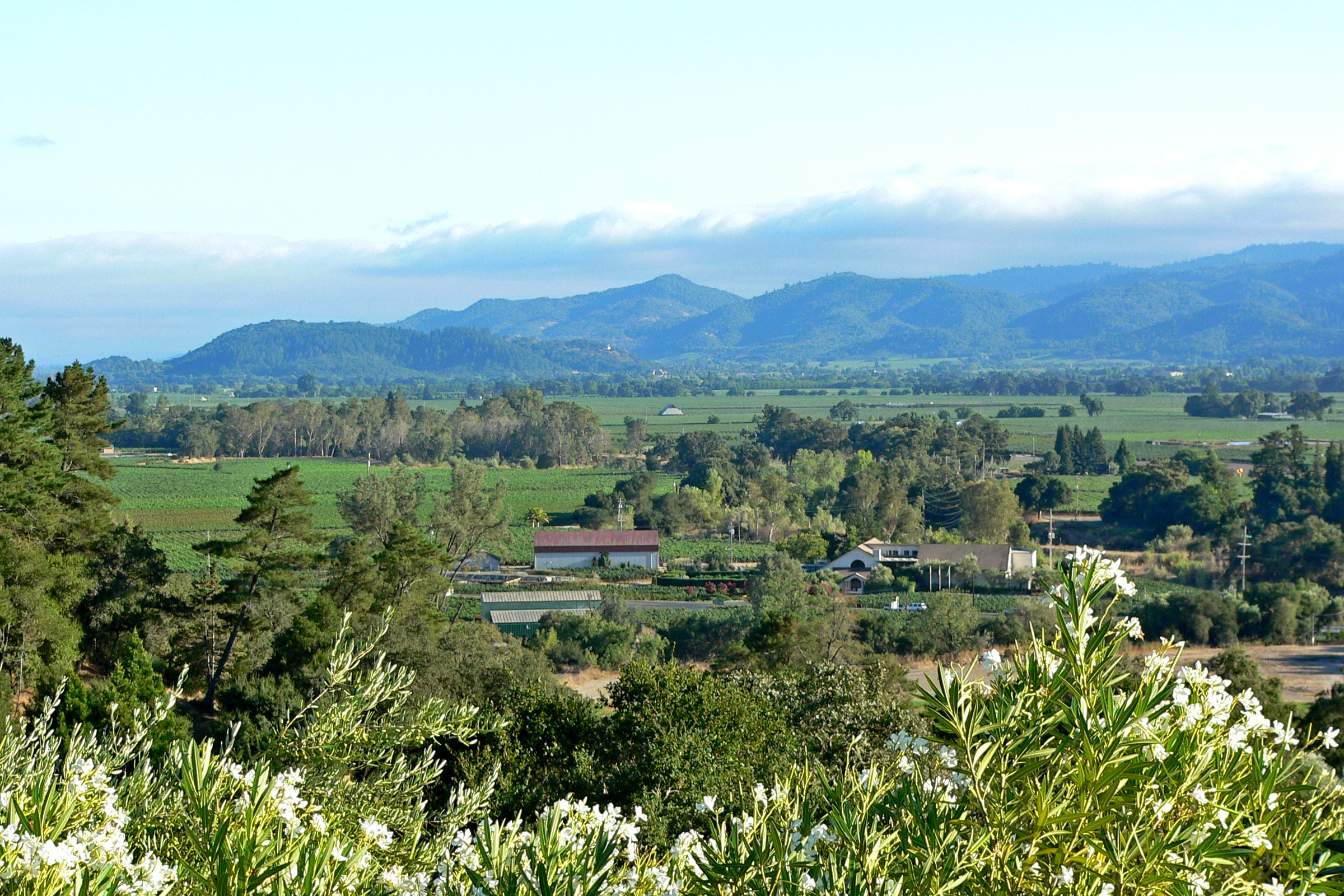
De Napa-vallei

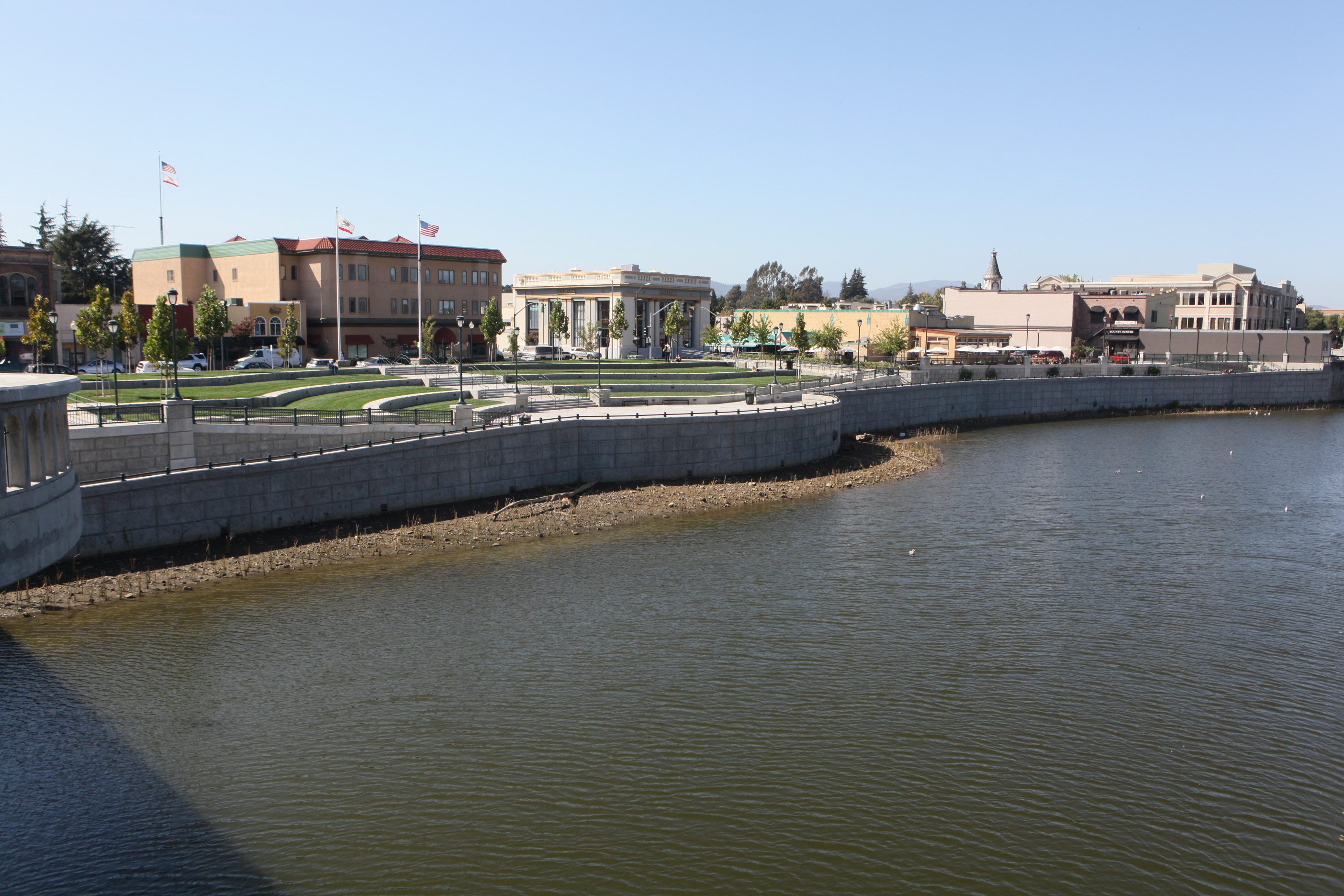
De Napa-rivier in de gelijknamige stad

## Geografie
De Napa-vallei is een kleine 50 km lang en nooit breder dan 8 kilometer. Ze loopt van het noordwesten naar het zuidoosten en ligt tussen twee bergketens, de Mayacamas Mountains in het westen en noorden en de Vaca Mountains in het oosten. De vallei ligt op zeeniveau in het uiterste zuiden van de county, terwijl ze zo'n 110 meter bereikt bij Calistoga, aan de voet van Mount Saint Helena (1.323 m), het hoogste punt in de county. Door de vallei loopt de Napa. Daarnaast bestaan er nog andere valleitjes. In het oosten ligt het stuwmeer Lake Berryessa.
In de zomer is Napa County warmer dan Sonoma County in het westen of zelfs dan Santa Barbara County, een wijnstreek in Zuid-Californië. Daarom verkiezen wijnbouwers in Napa een druif als cabernet sauvignon boven pinot noir of chardonnay. Het zuiden van Napa County is koeler tijdens vegetatieperiode, daar waar het noorden veel warmer is. Het oosten van de vallei is doorgaans droger dan het westen.
Napa grenst in het westen aan Sonoma, in het noorden aan Lake County en in het oosten aan Yolo County. Ten zuiden van American Canyon ligt de regionale stad Vallejo, in Solano County.

### Steden en dorpen
- Aetna Springs
- American Canyon
- Angwin
- Berryessa Highlands
- Calistoga
- Circle Oaks
- Deer Park
- Lokoya
- Moskowite Corner
- Napa
- Oakville
- Pope Valley
- Rutherford
- Silverado Resort
- Spanish Flat
- St. Helena
- Vichy Springs
- Yountville

## Demografie
De volkstelling van 2010 door het United States Census Bureau wees uit dat er 136.484 mensen in Napa County woonden. De etnische samenstelling was als volgt: 71,5% blank, 6,8% Aziatisch, 2% Afro-Amerikaans, 0,8% inheems en 0,3% afkomstig van de eilanden in de Stille Oceaan. Daarnaast was 14,7% van een ander ras en 4,1% van twee of meer rassen. Van de totale bevolking gaf 32,2% aan Hispanic of Latino te zijn.
In 2000 bedroeg de bevolking nog 124.279. Daarmee is de populatie van Napa County op tien jaar tijd met 9,8% gegroeid.
Iets meer dan de helft (zo'n 56%) van de bevolking woont in de stad Napa.